# Musée national de la civilisation égyptienne
Ne doit pas être confondu avec Musée égyptien du Caire ou Grand Musée égyptien.
Le musée national de la civilisation égyptienne (NMEC) est un grand musée (espace d'exposition de 23 235 m2) dans l'ancienne ville de Fostat, qui fait maintenant partie du Caire, en Égypte. Le musée a partiellement ouvert ses portes en février 2017 et présente une collection de 50 000 objets, présentant la civilisation égyptienne de la préhistoire à nos jours.

## Contexte
La collection permanente est divisée en deux régions distinctes, l'une chronologique l'autre thématique :
- Les zones chronologiques sont les suivantes : archaïque, pharaonique, gréco-romaine, copte, médiévale, islamique, moderne et contemporaine.
- Les domaines thématiques sont les suivants : l'aube de la civilisation, le Nil, l'écriture, l'État et la société, la culture matérielle, les croyances et la pensée et la galerie des momies royales[1].

Les collections proviennent d'autres musées égyptiens tels que le musée égyptien, le musée copte, le musée d'art islamique, le palais et musée Manial au Caire et le musée royal de la joaillerie d'Alexandrie. 
Lors de la Parade dorée des Pharaons qui eut lieu le 3 avril 2021 à l'occasion de l'inauguration du musée, vingt-deux momies ont été transportées de la place Tahrir au musée qui ouvre presque entièrement le 4 avril puis le 18 avril avec la partie des momies.

## Dons notables
Fin 2017, Zahi Hawass a rapporté que Francis Ricciardone, le président de l'université américaine au Caire, avait fait don de cinq mille de ses artefacts au Musée national de la civilisation égyptienne.

## Usage
Le musée accueille le tirage au sort final du championnat du monde masculin de handball 2021. Il accueille également le championnat du monde masculin et féminin de squash en mai 2022.